# Водоотводная трубка
Водоотводная трубка — система трубчатых и фасонных деталей (воронок, решеток, труб), устанавливаемых в бетонные конструкции мостов, путепроводов и эстакад, отводящие ливневые стоки с поверхности и из тела дорожной одежды в специально предназначенные для этого водосточные системы, или сбрасывающие стоки на прилегающую территорию.

## Классификация
Водоотводные трубки различаются согласно выполняемым ими функциям:
- Водоотводные трубки — представляют собой воронку с решеткой, а также трубу для отведения ливневых стоков. При этом решетка устанавливается в плоскости дорожного полотна, а в боках воронки имеются отверстия (прорези), которые позволяют влаге из толщи дорожной одежды стекать в воронки и удаляться организованным способом. Задача водоотводной трубки — интенсивно удалять ливневые стоки с поверхности дорожного полотна, а также способствовать удалению влаги непосредственно из дорожного покрытия.
- Дренажные трубки — представляют собой воронку с решеткой, устанавливаемую непосредственно под дорожную одежду, заводя гидроизоляционный слой на раструб воронки. Задача дренажной трубки — удалять влагу непосредственно из тела дорожного полотна.

## Применение
Существовали попытки избежать водоотводных и дренажных трубок, путем отвода стоковых вод вдоль тротуаров по лоткам или через боковые конструкции мостов за счет уклона дорожного покрытия. Такой метод вскоре выявил существенные недостатки:
- Влага в значительных количествах накапливалась в теле дорожной одежды, её отвод был затруднен. При такой схеме влага застаивается в дорожном покрытии, так как дальнейшему её отводу препятствует гидроизоляционный слой несущих бетонных конструкций моста.
- Вымывание минеральных связующих из асфальтобетона, и его повышенный износ
- Разрушение асфальта за счет развития трещин по следующей схеме: нагрузка передается от колеса на дорожное полотно, в полостях которого заключена жидкость. В этом случае дорожное полотно сжимается, но нормальному упругому сжатию препятствует несжимаемая жидкость, что вынуждает её разрывать материал дорожного полотна, чтобы снизить оказываемое на неё давление.
- В местах дефектов гидроизоляционного слоя влага проникает на несущие бетонные поверхности, и вызывает их разрушение.
- Интенсивный износ дорожного полотна при циклах «замораживания-размораживания»

Применение водоотводных и дренажных трубок позволяет в значительной мере снизить пагубное влияние вышеупомянутых факторов.
Опыт применения водоотводных и дренажных трубок показал увеличение износостойкости дорожного покрытия от 2 до 3 раз.
СНиП 2.05.03-84 обязывает применять водоотводные трубки и регламентирует их расположение для организации водоотвода мостов и эстакад.
В качестве традиционного материала для изготовления водоотводных трубок, применяются различные марки чугунов, в связи с их высокой прочностью, относительной дешевизной и технологичностью при применении литейных методов получения деталей.